# Zarza de Montánchez
Zarza de Montánchez – gmina w Hiszpanii, w prowincji Cáceres, w Estramadurze, o powierzchni 36,82 km². W 2011 roku gmina liczyła 596 mieszkańców.